# Ґергард Вільтфанґ
Ґергард Вільтфанґ (нім. Gerhard Wiltfang, 27 квітня 1946 — 1 липня 1997) — німецький вершник.
Олімпійський чемпіон 1972 року в командному конкурі.